# Croton hostmannii
Espèce
Croton hostmannii est une espèce de plantes à fleurs du genre Croton et de la famille des Euphorbiaceae présente au nord de l'Amérique du Sud.
Il a pour synonyme :
- Oxydectes hostmannii (Miq. ex Schltdl.) Kuntze